# 玩命關頭X
《玩命關頭X》（英語：Fast X）是一部2023年美國動作片，由路易斯·賴托瑞執導，林詣彬和丹·馬佐共同編劇。該片為2021年電影《玩命關頭9》的續集、「玩命關頭系列」的第十一部電影作品。主演陣容包括馮·迪索、蜜雪兒·羅德里奎茲、泰瑞斯·吉布森、路達克里斯、約翰·希南、娜塔莉·艾曼紐、喬丹娜·布魯斯特、姜成鎬、史考特·伊斯威特、丹妮拉·梅爾基奧、艾倫·瑞奇森、海倫·米蘭、布麗·拉森、麗塔·莫瑞諾、傑森·史塔森、傑森·摩莫亞和莎莉·賽隆。劇情描述唐老大及其同夥必須保護他們的家人免受危險的新敵人——毒梟之子但丁（Dante）威脅。本作繼《玩命關頭》（2001年）、《玩命關頭2：飆風再起》（2003年）及前作《玩命關頭9》後，第四部非克里斯·摩根編劇的電影，但摩根於本作中擔任「執行監製」一職。
《玩命關頭X》定檔2023年5月19日美國上映，電影的整體評價褒貶不一，許多評論家讚美傑森·摩莫亞的演出表現，負面評論則集中在劇情編排、與系列前作重疊的相似度。續集《玩命關頭11》定於2026年上映。

## 剧情
唐老大的团队奉特工局（Agency）之命到罗马阻截一支运送计算机芯片的大军並将芯片夺回，唐老大和妻子莱蒂则留在洛杉磯的老家照顾年幼的儿子布莱恩。就在一行人出发前往罗马的时候，身受重伤的塞弗出现在唐老大家门前，告訴唐老大有一位名為但丁·雷耶斯的人襲擊她，然後把她的設備和團伙佔為己有，並想要找唐老大的麻烦，而他就是十二年前已故巴西大毒枭赫尔南·雷耶斯的儿子，但丁这次就是要为父亲报仇。然而，無名氏先生的左右手小小人物把塞弗押進秘密基地後向唐老大透露特工局并没有委派罗马的任务，也就是说唐老大的团队中了但丁的圈套。唐老大和莱蒂听完後，隨即前去罗马為队友解围。
在罗马，但丁成功锁定一輛运送一枚巨型炸弹的卡车並派手下去拦截。唐老大与但丁双方交战的过程中，炸弹不小心从卡车上滚下来，在街道上横冲直撞，随时有爆炸的风险。唐老大见状把炸弹撞击台伯河，炸弹爆炸产生的冲击波给周围地区带来一定的影响。事后当地警方把唐老大一伙人視作恐怖分子，莱蒂則被警方被捕，另一方面，在无名氏先生失踪后成为了特工局的代理主事人的艾姆斯探员也把唐老大的团队当成恐怖分子，出资数百万美金悬赏，发起全球的赏金猎人进行追捕。
回到洛杉矶，荷枪实弹的武装小队冲进唐老大的家，試圖把布莱恩和照顾他的米娅给抓去。不过幸好唐老大的弟弟雅各布前来營救，两人才逃过一劫。之后雅各布把布莱恩带到葡萄牙的一個秘密地点等待唐老大出现。与此同时，无名氏先生的女儿泰丝坚信唐老大的团队遭人陷害，於是利用超高科技的天眼系统在那不勒斯找到了唐老大，告诉他但丁身在里约热内卢，莱蒂則關在中央情报局的秘密监狱。唐老大来到里约热内卢後，与但丁在一场街头赛车中碰面，两人与唐老大的好朋友迪亚哥和伊莎贝尔进行赛车，而伊莎贝尔就是布莱恩的已故亲生母亲艾莲娜的妹妹。在比赛过程中，但丁表示自己已經在迪亚哥和伊莎贝尔的车子上装了遥控炸弹，要唐老大从两人之中救其中一个。最终唐老大撞向了伊莎贝尔的车子，让她的车子与其他车子碰撞，从而让粘在车底的炸弹被撞飛，而迪亚哥则没能救走。
泰丝在秘密监狱的安全屋见到莱蒂，按照计划取出刀子将莱蒂刺伤，之后派人把她送到监狱的治疗中心。在治疗中心，莱蒂与塞弗碰头。两人发现自己身处南极洲的秘密地点，并决定一起逃跑。繼續逃避追捕中的團隊到達倫敦後，泰吉·帕克发现各自的银行账户被人给清空，只能利用罗曼·皮尔斯藏在身上的现金，到拉姆齊的助手鲍伊那里买武器装备。然而鲍伊对特工局开出的高额悬赏金十分眼红，立马将拉姆齊一行人的行踪报告给警方。在无路可逃之下，一行人只好向戴克·肖寻求帮助。戴克一开始不愿意帮助，后来得知母亲昆尼也是但丁的目標之一才决定帮忙。艾姆斯成功追踪到唐老大的位置，派人前往抓捕，结果其手下遭遇但丁的雇佣兵埋伏。情急之下，艾姆斯被迫与唐老大合作，同時但丁也绑架了伊莎贝尔。后来但丁的狙击手开枪打伤泰丝，但丁偷走天眼系统，利用系统锁定布莱恩在葡萄牙的位置。但丁逃走后，唐老大救出伊莎贝尔，伊莎贝尔把泰丝送去医院，而艾姆斯同意帮助唐老大击败但丁。与此同时，唐老大的团队也收到指示，动身前往葡萄牙。
在葡萄牙，但丁绑架了布莱恩，并要求手下去阻止唐老大和雅各布。雅各布用性命拖住但丁的手下，为唐老大的营救行动创造时间。但丁来到附近的一座水坝，利用无人机操控两辆半挂式拖车包围唐老大和布萊恩，打算把他们一网打尽。就在这个时候，艾姆斯公开自己的双面间谍身份，原来他一直为但丁工作。说完，他就把载着唐老大手下的飞机给打了下来。唐老大开着车跃下水坝边缘，沿着水坝的坡面落入水中，水坝被但丁安装的炸弹炸毁。在南极洲，莱蒂与塞弗从监狱逃出，徒步走到海边，之前被认为死亡的吉賽兒·耶莎开着潜艇来接她们。
片尾彩蛋中，路克·霍布斯突袭了但丁控制的一座警察局据点。但丁打电话给霍布斯，表示霍布斯会是他下一个复仇的目标。

## 演員
| 演員                   | 角色                                          | 簡介 |
| ---------------------- | --------------------------------------------- | --- |
| 馮·迪索                | 唐米尼克·泰瑞托                               | 前罪犯和職業街頭賽車手，團隊的領袖。 |
| 蜜雪兒·羅德里奎茲      | 莉蒂·歐提茲                                   | 團隊一員，唐老大的妻子，雅各和蜜雅·泰瑞托的嫂子。                                                                                            |
| 泰瑞斯·吉布森          | 羅曼·「羅馬」·皮爾斯                          | 團隊一員，前慣犯和職業街頭賽車手。 |
| 路達克里斯             | 泰吉·帕克                                     | 團隊的後勤支柱，精通各項電子儀器、監聽器材以及電腦設備。                                                                                     |
| 約翰·希南              | 雅各·泰瑞托                                   | 唐老大的弟弟，蜜雅的哥哥，曾經的叛變特工；現成為唐老大的盟友。                                                                               |
| 娜塔莉·艾曼紐          | 拉姆齊                                        | 團隊一員，英國電腦駭客。 |
| 喬丹娜·布魯斯特        | 蜜雅·泰瑞托                                   | 布萊恩·歐康納的妻子，唐老大和雅各的妹妹。 |
| 史考特·伊斯威特        | 艾瑞克·瑞斯納／小小人物                       | 無名氏先生的左右手。 |
| 姜成鎬                 | 韓哥                                          | 團隊一員，賽車手，唐老大的商業伙伴。 |
| 丹妮拉·梅爾基奧        | 伊莎貝爾·妮薇斯                               | 艾蓮娜的妹妹，巴西街頭賽車手。 |
| 艾倫·瑞奇森            | 艾姆斯探員                                    | 特務局的新局長，積極追捕唐老大一夥，實為但丁的合作夥伴。                                                                                     |
| 海倫·米蘭 Helen Mirren | 梅格達琳·「奎妮」·蕭 Magdalene "Queenie" Shaw | 軍火商人，戴克的母親。 |
| 布麗·拉森              | 泰絲                                          | 無名氏先生的女兒，與唐老大一夥結盟。 |
| 麗塔·莫瑞諾            | 阿布埃拉·泰瑞托                               | 唐老大、雅各和蜜雅的奶奶，布萊恩的曾祖母。                                                                                                   |
| 傑森·史塔森            | 戴克·蕭                                       | 前英國特種部隊刺客，奎妮的長子，現為當·列度的合作伙伴。                                                                                      |
| 傑森·摩莫亞            | 但丁·雷耶斯                                   | 本片大反派，巴西毒枭赫曼·雷耶斯之子，決心為死去的父親對唐老大一夥展開復仇。                                                                  |
| 莎莉·賽隆              | 賽芙                                          | 網路恐怖分子，最頂尖的高科技武裝分子首領，受但丁威脅，並與唐老大一夥合作。                                                                   |
| 喬昆迪·艾曼達          | 赫曼·雷耶斯                                   | 巴西里約熱內盧當地的一名毒梟，但丁的父親，在第五集中被哈伯槍殺。電影中使用數位技術將艾曼達年輕化來切合他於第五集所飾演的角色及劇情上的連貫。 |
| 萊奧·佩里              | 布萊恩·「小布」·馬可斯                        | 唐老大的兒子。 |

路易斯·達·希爾瓦回歸飾演迪奧哥（Diogo），巴西的一名街頭賽車手，該角色曾於《玩命關頭5》登場。卢德米拉客串飾演一名賽車女郎。皮特·戴維森飾演鮑伊（Bowie），拉姆齊的朋友。
已故演員保羅·沃克、伊娃·曼德絲和麥克·爾比以檔案影像分別於回憶片段中飾演布萊恩·歐康納、莫妮卡·富恩德斯以及雷耶斯的心腹施施（Zizi）。沃克的女兒梅朵·沃克客串飾演一名幫助雅各的空服員。盖尔·加朵回歸客串飾演吉賽兒·耶莎，該角此前在《玩命關頭6》陣亡；巨石強森也於片尾彩蛋回歸客串飾演路克·哈柏（Luke Hobbs）。

## 製作
2016年2月，馮·迪索宣佈《玩命關頭9》和《玩命關頭10》的上映日期分別是2019年4月19日以及2021年4月2日。2020年2月，迪索表示《玩命關頭10》可能會分成兩部電影。2020年3月，受2019冠狀病毒病疫情影響，宣佈《玩命關頭10》延期上映。2020年10月，正式宣佈製作《玩命關頭11》，兩部片同由林詣彬執導，克里斯·摩根編劇，而《玩命關頭11》將會是該系列最後一部作品。2021年4月，林詣彬表示《玩命關頭10》並不會在2021年開始拍攝。同月，傑森·史塔森表示樂意回歸飾演他的角色。2021年6月，迪索向《今夜娛樂》透露，卡蒂·B將回歸出演《玩命關頭10》。2021年7月，巨石強森表示不會回歸《玩命關頭10》和《玩命關頭11》，但製片人海拉姆·賈西亞（Hiram Garcia）透露《玩命關頭：特別行動》的續集仍在計劃當中。2021年8月，環球影業正式宣佈《玩命關頭10》定於2023年4月7日在美國上映。2022年1月，傑森·摩莫亞參演，而蜜雪兒·羅德里奎茲、泰瑞斯·吉布森、路達克里斯和姜成鎬確認回歸出演。2022年3月，丹妮拉·梅爾基奧參演。2022年4月，布麗·拉森參演。5月，艾倫·瑞奇森和麗塔·莫瑞諾參演，而史考特·伊斯威特回歸出演。6月，宣佈傑森·史塔森回歸出演。
2022年12月23日，據透露，姬·嘉鐸在其中兩種試映版本中回歸出演吉賽兒·耶莎，該角色已在《玩命關頭6》中陣亡。

### 拍攝
主體拍攝於2022年4月20日開始進行。開拍一周後，曾執導五部《玩命關頭》電影的林詣彬宣佈退出執導本片，但仍會擔任製片人，新導演尚未公佈。據《Deadline Hollywood》指出，林詣彬因創作分歧最終決定離開。2022年5月，據報導路易斯·賴托瑞接任導演職務。拍攝於2022年9月9日殺青。

## 發行
2016年2月3日，迪索宣佈《玩命關頭X》將於2021年4月2日上映。然而受2019冠狀病毒病疫情影響，宣佈《玩命關頭X》延期上映。2021年6月，迪索透露《玩命關頭X》目前鎖定於2023年2月上映。2021年8月，宣佈電影定於2023年4月7日在美國上映。2021年12月，宣佈電影延期至2023年5月19日上映。
2023年8月2日，《速度与激情X》在Astro First频道480和On Demand点播。

### 家庭媒體
《玩命關頭X》於2024年2月10日上架於串流平台HBO GO。

## 原聲帶

### 曲目列表
| 曲序     | 曲目                               | 词曲 | 製作人                                                              | 演唱者                                                                               | 时长  |
| -------- | ---------------------------------- | --- | ------------------------------------------------------------------- | ------------------------------------------------------------------------------------ | ----- |
| 1.       | The End of The Road Begins (Intro) | Kai Cenat & Mark Nilan Jr. | Mark Nilan Jr.                                                      | Kai Cenat                                                                            | 0:37  |
| 2.       | Spinnin'                           | Lil Durk, EST Gee & Urstrulyxyz | E-Trou, Ryder Johnson, Humblebee & Taz Taylor                       | Lil Durk & EST Gee                                                                   | 2:47  |
| 3.       | Get It                             | Mark Nilan Jr., Drum Dummie, Luh Tyler, DKeyz & Linderius Johnson | Drum Dummie, DKeyz & Mark Nilan Jr.                                 | Anti Da Menace & Luh Tyler                                                           | 1:43  |
| 4.       | Won’t Back Down                    | YoungBoy Never Broke Again, Riley McDonough, T.I Jakke, Connor McDonough & Johnny Goldstein | Johnny Goldstein                                                    | Bailey Zimmerman & Dermot Kennedy (featuring YoungBoy Never Broke Again)             | 2:42  |
| 5.       | Angel Pt. 1                        | Kodak Black, NLE Choppa, JHart, Johnny Simpson, Kinetics, Jackson Foote, Mark Nilan Jr., Cauty, London Jae, Tylon Anthony Freeman & Danny Majic                                                                                      | Mark Nilan Jr. & Danny Majic                                        | Jimin (featuring JVKE, Muni Long, Kodak Black & NLE Choppa)                          | 2:55  |
| 6.       | My City                            | 24kGoldn, Cirkut, Corbyn Besson, Daniel Seavey, G Herbo, Jake Torrey, Jonah Marias, Jonny Capeci, Jussifer, Kane Brown & Michael Pollack                                                                                             | Jussifer & Cirkut                                                   | G Herbo (featuring 24kGoldn & Kane Brown)                                            | 2:29  |
| 7.       | Countin' On You                    | Lil Tjay, Rio Leyva, Fridayy, Danny Majic & Khi Infinite | Danny Majic & Rio Leyva                                             | Lil Tjay, Fridayy and Khi Infinite                                                   | 2:28  |
| 8.       | SupaFly                            | BigXthaPlug, Ryan Austin, Cootie, BiC Fizzle & Curtis Mayfield | Beau Willie                                                         | Cootie & BiC Fizzle (featuring BigXthaPlug)                                          | 2:58  |
| 9.       | Reaper                             | Peezy & BabyTron (featuring Babyface Ray) | Charley Cooks, Mark Anthony & P-LO                                  | Peezy, P-LO, Mark Anthony, Babyface Ray, Charles Forsberg III & BabyTron             | 2:48  |
| 10.      | Steppers                           | Enrgy Beats, Nardo Wick, Drew Fulk, Danny Majic & NLE Choppa | Drew Fulk, Enrgy Beats & Danny Majic                                | NLE Choppa & Nardo Wick                                                              | 2:44  |
| 11.      | 9 In My Hand (FAST X Remix)        | Kordhell & Key Glock | Kordhell                                                            | Kordhell & Key Glock                                                                 | 1:57  |
| 12.      | Datura                             | Aristos Petrou & Scott Arceneaux Jr. | Budd Dwyer                                                          | $UICIDEBOY$                                                                          | 1:36  |
| 13.      | Furious                            | BIA & JOYRYDE | JOYRYDE                                                             | BIA                                                                                  | 0:43  |
| 14.      | Toretto                            | J Balvin, White Star, Weezy Kingz, Alex Killer, Omar Courtz, L.E.X.U.Z, DJ Luian, O' Neill, BF & Xavier Semper | L.E.X.U.Z, DJ Luian & Mambo Kingz                                   | J Balvin                                                                             | 2:30  |
| 15.      | Te Cura                            | Maria Becerra, DallasK, Xross, GALE & Kat Dahlia | DallasK & Josh Berrios                                              | Maria Becerra                                                                        | 2:30  |
| 16.      | Sigue La Fiesta                    | Justin Quiles, Dalex, Santa Fe Klan, Johnny Goldstein, T.I Jakke & Symon Dice | Johnny Goldstein                                                    | Justin Quiles & Dalex (featuring Santa Fe Klan)                                      | 3:02  |
| 17.      | Gasolina (Safari Riot Remix)       | Eddie Avila, Myke Towers & Daddy Yankee | Luny Tunes                                                          | Daddy Yankee (featuring Myke Towers)                                                 | 2:32  |
| 18.      | Vai Sentando                       | Skrillex, LUDMILLA, King Doudou, Duki & Mohamed Echchatibi | Skrillex & King Doudou                                              | LUDMILLA & King Doudou (featuring Skrillex & Duki)                                   | 2:14  |
| 19.      | Bando (Remix)                      | Anna Pepe, Davide De Luca, Martin Purcell & Pierfrancesco Botrugno | Soulker, Hybrid                                                     | ANNA (featuring MadMan & Gemitaiz)                                                   | 2:48  |
| 20.      | Let’s Ride (Trailer Anthem)        | YG, Lambo4oe, Ty Dolla $ign, The Notorious B.I.G., Stevie J, Diddy, CHASETHEMONEY, Dave-O, Go Grizzly, Danny Majic, Layzie Bone, Krayzie Bone, Bizzy Bone, John Miller, Antony Henderson, Squat Beats, Stevon Howse & James Wrighter | CHASETHEMONEY, Danny Majic, Go Grizzly, Squat Beats, Dave-O & Desro | YG & The Notorious B.I.G. (featuring Ty Dolla $ign, Lambo4oe & Bone Thugs-N-Harmony) | 2:27  |
| 21.      | Nothing Else Matters               | Cate Downey & Mark Nilan Jr. | Mark Nilan Jr.                                                      | Jessie Murph                                                                         | 3:10  |
| 总时长： | 总时长：                           | 总时长： | 总时长：                                                            | 总时长：                                                                             | 49:49 |

## 迴響

### 票房
| 上一届： 《星際異攻隊3》          | 2023年美國週末票房冠軍 第20週        | 下一届： 《小美人魚》             |
| 上一届： 《銀河守護隊3》          | 2023年香港一週票房冠軍 第20-21週     | 下一届： 《蜘蛛俠：飛躍蜘蛛宇宙》 |
| 上一届： 《超級瑪利歐兄弟電影版》 | 2023年日本週末票房冠軍 第20週        | 下一届： 《超級瑪利歐兄弟電影版》 |
| 上一届： 《星際異攻隊3》          | 2023年韓國週末票房冠軍 第20-21週     | 下一届： 《犯罪都市3》            |
| 上一届： 《星際異攻隊3》          | 2023年中國內地一周票房冠軍 第20-21週 | 下一届： 《蜘蛛俠：飛躍蜘蛛宇宙》 |
| 上一届： 《銀河守護隊3》          | 2023年香港週末票房冠軍 第21-22週     | 下一届： 《蜘蛛俠：飛躍蜘蛛宇宙》 |
| 上一届： 《星際異攻隊3》          | 2023年台北週末票房冠軍 第21-23週     | 下一届： 《變形金剛：萬獸崛起》   |

### 評價
《玩命關頭X》在影評界獲得褒貶不一的評價。電影在爛番茄網站上基於313篇影評，新鮮度56%，平均得分5.6／10，觀眾投票獲得84%的分數，平均得分為4.3／5；該網站共識：「《玩命關頭X》愚蠢得無可救藥，但自我意識到令人滿意，應該會讓老粉絲的引擎加速，同時能留些位於中立的新人。」而Metacritic根據59篇評論，電影獲得56分（滿分100），象徵「評價兩極」。

## 續集
2023年4月，馮·迪索在CinemaCon及Instagram上宣布，《玩命關頭系列》完結篇《玩命關頭X：第二章》（Fast X Part 2）將於2025年上映。2023年5月，迪索在首映典禮上表示，環球影業看過《玩命關頭X》後有意將最終章拍成三部曲，換言之該系列的完結篇可能會拍到第12集。2024年2月，迪索證實《玩命關頭11》將是正傳系列最後一部作品，預定於2025年4月4日上映，而片名更名為《玩命關頭11》（Fast XI），後來上映日期推遲至2026年，2025年6月宣布於2027年4月上映，布萊恩角色將會回歸。

## 外部連結
- 互联网电影数据库（IMDb）上《玩命關頭X》的资料（英文）
- 爛番茄上《玩命關頭X》的資料（英文）
- AllMovie上《玩命關頭X》的资料（英文）
- Box Office Mojo上《玩命關頭X》的資料（英文）
- Metacritic上《玩命關頭X》的資料（英文）
- 開眼電影網上《玩命關頭X》的資料（繁體中文）
- Yahoo奇摩電影上《玩命關頭X》的資料（繁體中文）
- 豆瓣电影上《玩命關頭X》的資料 （简体中文）